# Calvi Risorta
Calvi Risorta és un municipi situat al territori de la província de Caserta, a la regió de la Campània, (Itàlia).
Calvi Risorta limita amb els municipis de Francolise, Giano Vetusto, Pignataro Maggiore, Rocchetta e Croce, Sparanise i Teano.

## Galeria

Mapa del municipi dins de la província de Caserta